# Prigione di vetro
Prigione di vetro (The Glass House) è un film del 2001, diretto da Daniel Sackheim, con protagonisti Leelee Sobieski, Trevor Morgan, Stellan Skarsgård e Diane Lane.

## Trama
Ruby Baker è una ragazza sedicenne che vive con i genitori Dave e Grace e il fratello undicenne Rhett. Ogni sera, Ruby esce di nascosto di casa per vedersi con le amiche, andare al cinema, festeggiare e godersi l'ultimo anno di scuola. La sera del loro anniversario di matrimonio, i genitori di Ruby cenano in un locale e, mentre fanno ritorno a casa, rimangono uccisi in un incidente stradale.
Quando Ruby torna a casa, la polizia è già arrivata. La ragazza pensa che i genitori l'abbiano chiamata perché lei è uscita di nascosto, non sospettando minimamente ciò che è in realtà successo. Pochi giorni dopo si tengono i funerali dei coniugi, ai quali partecipano anche lo zio Jack di Chicago e i coniugi Terry ed Erin Glass, vecchi amici di famiglia dei Baker.
Lo zio Jack propone ai ragazzi un aiuto, ma il signor Begleiter comunica a Ruby che i tutori legali e designati sono i coniugi Glass. Controvoglia, Ruby e suo fratello Rhett si trasferiscono in California, a casa Glass, una dimora interamente costruita in vetro.
Mentre Rhett si adatta quasi subito, soprattutto grazie ai videogiochi che i tutori gli regalano, Ruby continua a rimanere legata alla sua cittadina natale e dunque fa fatica ad ambientarsi a scuola. Prova disagio anche per il fatto che nella nuova casa deve condividere la stessa camera col fratello. Inizia anche a diffidare dei genitori adottivi da quando, una sera, mentre fa una nuotata in piscina alle 3 di notte, viene sorpresa da Terry e inizia a sospettare un certo interesse sessuale dell'uomo nei suoi confronti.
La sua ipotesi viene confermata quando, la sera successiva, la ragazza esce a cena con il padre adottivo e, guidando a una velocità spaventosa, questi fa una frenata improvvisa e le si avvicina come se volesse baciarla, dicendole poi che le stava solo allacciando la cintura di sicurezza. La ragazza dà la colpa del suo comportamento alterato all'alcol che ha bevuto in quantità abbondante. Dentro casa, trova Erin distesa sul pavimento con una siringa in mano, come se si fosse appena fatta di eroina.
Spaventata, Ruby corre a letto. Il giorno successivo si fa accompagnare dalla donna delle pulizie sino a Los Angeles, all'ufficio del notaio di famiglia Begleiter, per metterlo al corrente di tali episodi e del fatto che deve condividere la camera col fratello. Begleiter promette di aiutare la ragazza e, appena questa esce dal suo studio, chiama Terry e lo avverte di tutto quello che gli ha detto Ruby; decide poi di mandare un'assistente sociale a controllare la casa. L'assistente incontra Ruby a scuola e si mette d'accordo con lei nel fingere, durante l'ispezione, che loro due non si sono mai incontrate prima. Durante l'ispezione, le viene mostrato che i ragazzi hanno due camere separate e, inoltre, Rhett mente su ciò che fa di sera dopo i compiti, dicendo che legge, invece di dire che gioca con i videogiochi. L'assistente si vuole assicurare che Erin non si droghi e così ispeziona il suo bagno, scoprendo che le iniezioni che si fa ogni sera sono fiale di insulina, dal momento che la donna è diabetica.
A questo punto, Ruby si sente più tranquilla, ma solo fino a quando non scopre che i soldi per la scuola privata a cui doveva essere iscritta sono stati rubati da Terry. In più, visitando il suo ufficio, la ragazza scopre che Terry è minacciato da due uomini malavitosi e che l'auto con cui i suoi genitori sono morti non era la loro, una Saab, ma era una BMW intestata all'azienda di Terry e da lui concessa in prestito.
La ragazza è ormai certa che il vero obiettivo di Terry ed Erin sia quello di acquisire i soldi del testamento, 4 milioni di dollari, per saldare certi debiti contratti con persone poco affidabili, come i malavitosi che ha visto nell'ufficio del padre affidatario, e che siano loro stessi i responsabili dell'incidente che ha ucciso i genitori. Perciò, prende suo fratello Rhett mentre dorme e, messasi in auto, scappa dalla villa, sotto un temporale e senza sapere dove andare. Sfortuna vuole che, appena usciti dalla casa, Terry si metta al loro inseguimento e questi vengano fermati da una pattuglia di polizia, che smaltiva il traffico a causa della precipitazione.
Terry riporta i ragazzi a casa ed Erin fa un'iniezione a Ruby per addormentarla, poi per alcuni giorni la mantiene addormentata con i farmaci che può procurarsi, essendo lei un medico. L'ospedale dove lavora, però, notando la quantità anomala di farmaci trafugati dalla dispensa, decide di licenziarla.
Terry, per evitare che Ruby si svegli e possa raccontare la verità ai poliziotti, corre in farmacia ad acquistare altra morfina, ma, al suo ritorno, trova Erin morta per overdose. Ruby intanto si è risvegliata e cerca di fuggire con Rhett, ma Terry blocca entrambi e li chiude nel seminterrato. Inoltre, sabota i freni dell'auto in modo che i ragazzi non possano usarla per un'eventuale fuga.
Rhett riesce a rompere le grate che portano all'esterno e si libera, proprio mentre Terry viene visitato dai gangster. I malavitosi capiscono subito che Terry non ha i soldi per pagarli, dato che non ha ancora avuto accesso al testamento. Dopo aver ucciso il notaio Begleiter, che nel frattempo era stato consegnato da Terry ai malviventi adducendolo come responsabile della sua insolvenza, mettono il suo cadavere in auto con loro, sulla vettura che Terry stesso aveva sabotato al sistema frenante.
Ruby e Rhett fuggono. I gangster, invece, si mettono in auto con Terry e accelerano a velocità elevate: solo all'ultimo si accorgono dei freni sabotati, ma è troppo tardi e vanno fuori strada. Ruby e Rhett vengono soccorsi da una pattuglia di polizia.
Lungo la strada, il poliziotto alla guida scorge un'auto precipitata in un dirupo e corre in suo aiuto. All'interno della vettura, però, mentre il gangster è morto, Terry è ferito ma ancora vivo. Questi ruba la pistola al malavitoso e, con un colpo alla nuca, tramortisce il poliziotto. Risale il dirupo e cerca di uccidere i ragazzi, ma Ruby si mette alla guida dell'auto di polizia e lo investe, uccidendolo.
Dopo i tragici fatti, i ragazzi vanno a vivere a Chicago con lo zio Jack, che aveva cercato invano di contattarli.

## Produzione
Il titolo originale della pellicola gioca sul doppio valore della parola "Glass", che in inglese significa "vetro" ma è in questo caso anche il cognome dei protagonisti. Glass House, quindi, può tradursi sia "casa di vetro" che "casa dei Glass".
Il montaggio originale del regista Daniel Sackheim era di oltre 180 minuti, poi ridotti a 106.

### Riprese
Le riprese del film sono state realizzate tra maggio e agosto 2000 in California. La scena del teatro venne girata al 14424 Milbank Street di Sherman Oaks, mentre le scuole sono il Mount St. Mary's College al 12001 Chalon Road di Bel Air e il Palisades High School al 15777 Bowdoin Street di Pacific Palisades, entrambe a Los Angeles; nella stessa città si trova anche la casa della famiglia Baker, al 1548 North Orange Grove Avenue e mentre quella dei Glass è al 12815 Yellow Hill Road di Malibù. La scena del ristorante venne realizzata al Chart House al 18412 Pacific Coast Highway, a Malibu.
Le scene interne vennero girate presso i Sony Pictures Studios di Culver City.

### Cast
Primo film per Agnes Bruckner e China Shavers. 
Rita Wilson scelse di non essere accreditata per il suo ruolo di Grace Avery-Baker.
Kip Pardue avrebbe dovuto interpretare l'interesse amoroso di Leelee Sobieski, ma il suo personaggio venne cancellato.

## Distribuzione
Negli Stati Uniti uscì il 14 settembre 2001, mentre in Italia arrivò il 18 gennaio 2002.

## Riconoscimenti
- 2002 - Young Artist Award
  - Candidatura per il miglior attore giovane protagonista a Trevor Morgan

## Collegamenti ad altre pellicole
- Erin Glass (Diane Lane) dice a Ruby (Leelee Sobieski) «Domani è un altro giorno», un esplicito riferimento a Via col vento (Victor Fleming, 1939), inoltre, il fratello di Ruby, si chiama Rhett, come Rhett Butler, protagonista maschile di Via col vento.
- Casa Glass ricorda, per certi versi, la famigerata casa di Psyco (Alfred Hitchcock, 1960).
- La scena in cui Ruby (Leelee Sobieski) spia la conversazione tra Terry (Stellan Skarsgård) e Don (Vyto Ruginis) è un omaggio al film La conversazione (Francis Ford Coppola, 1974).
- Rhett fa diverse volte riferimento a Guerre stellari (George Lucas, 1977).
- Gli atteggiamenti di Terry (Stellan Skarsgård) ricordano quelli di Jack Torrance (Jack Nicholson) in Shining (Stanley Kubrick, 1980).
- Mentre parla con suo fratello, Ruby (Leelee Sobieski) allude ai film Leggende metropolitane e The Blair Witch Project.

## Sequel
Nel 2006 Steve Antin ha diretto il sequel intitolato Prigione di vetro 2, distribuito direct to video.

## Critica
Rotten Tomatoes, un aggregatore di recensioni, riferisce che il film ha ricevuto recensioni positive dal 21% degli 86 critici intervistati. La valutazione media è stata di 4,23/10 e il consenso è: "A causa di ovvi colpi di scena e prefigurazioni, Prigione di vetro non riesce ad emozionare. Alla fine, degenera in ridicolo". Roger Ebert ha valutato il film 2 su 4 stelle e ha criticato la sceneggiatura del film. Scrivendo sul New York Times, A. O. Scott lo definì involontariamente divertente. Anche Robert Koehler di Variety ha definito il film involontariamente divertente e si è chiesto perché così tanti attori di talento hanno firmato una sceneggiatura scadente. Edward Guthmann, del San Francisco Chronicle, ha criticato la violenza del film e la tempistica dell'uscita, che ha coinciso con gli attentati dell'11 settembre (in effetti, per molti critici è stato il primo film che hanno visto dopo essere tornati al lavoro). In una recensione più positiva, Claudia Puig di USA Today ha valutato il film con due stelle su quattro, definendolo "stranamente avvincente".